# John Halpern
John Halpern (Brooklyn, NY, 1954) is een Amerikaans filmregisseur en -producer.
Halpern is vooral bekend vanwege twee documentaires die hij regisseerde: Joseph Beuys: Transformer regisseerde hij in 1979 en is een portret van een Duitse multimediabeeldhouwer. Refuge uit 2005 is een documentaire over de hedendaagse geschiedenis van het boeddhisme en de wederzijdse invloeden tussen Tibetaanse ballingen en Westerlingen. Aan de laatste documentaire werkte de veertiende dalai lama Tenzin Gyatso mee.

## Filmografie
| Film                        | Jaar | Genre        | Rol                |
| --------------------------- | ---- | ------------ | ------------------ |
| Refuge                      | 2005 | Documentaire | regisseur/producer |
| Talking With the Dalai Lama | 2005 | Documentaire | regisseur/producer |
| Joseph Beuys: Transformer   | 1979 | Documentaire | regisseur          |